# متمایز

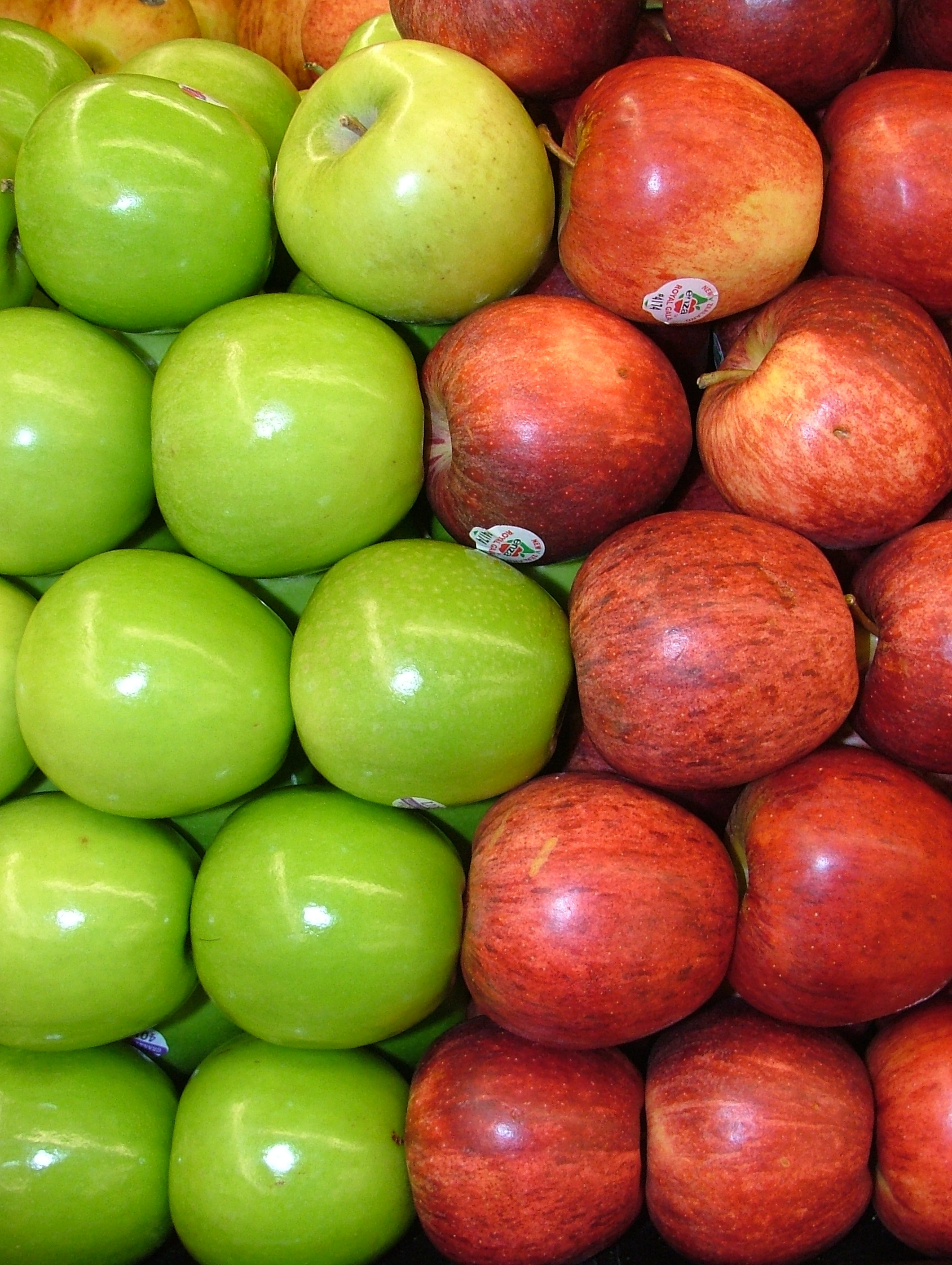
دو گروه متمایز سیب با رنگ های سرخ و سبز

در ریاضیات، دو چیزی متمایز هستند که مساوی نباشند. در فیزیک دو چیزی متمایز هستند که نمی توان آن‌ها را روی هم نگاشت.

## مثال
هر معادله درجه دو در اعداد مختلط دو ریشه دارد.
معادلهٔ
به صورت
تجزیه می‌شود
و بنابر این ریشه‌های آن x = ۱ و x = ۲ هستند.
از آنجا که ۱ و ۲ مساوی نیستند، ریشه‌های این معادله متمایزند.
از سوی دیگر معادله:
به صورت
تجزیه می‌شود و ریشه‌های آن برابرند با x = ۱ و x = ۱.
از آنجا که ۱ و ۱ مساوی‌اند، دو ریشهٔ این معادله متمایز نیستند.
مثال
دو مجموعه اعداد گنگ و اعداد غیر گنگ دو مجموعه متمایز هستند.